# Semiothisa lineata
Semiothisa lineata là một loài bướm đêm trong họ Geometridae.